# Hallie Todd
Hallie Todd (* 7. Januar 1962 in Los Angeles, Kalifornien; als Hallie J. Eckstein) ist eine US-amerikanische Schauspielerin.

## Leben
Todd ist die Tochter der Schauspielerin Ann Guilbert und des Drehbuchautors und Produzenten George Eckstein. Ihre Schwester Nora Eckstein ist Comedyprofessorin.
Sie spielte die Rolle von Lal, die „Tochter“ des Androiden Data, in der Episode Datas Nachkomme der Serie Raumschiff Enterprise: Das nächste Jahrhundert, die Mutter im Disney-Channel-Film The Ultimate Christmas Present und Lizzies Mutter „Jo McGuire“ in der Serie Lizzie McGuire.
Seit 1991 ist Todd mit dem Schauspieler Glenn Withrow verheiratet und hat mit ihm eine Tochter.

## Filmografie (Auswahl)
- 1980: Eine amerikanische Familie (Family, Fernsehserie, eine Folge)
- 1982: Ich glaub’, ich steh’ im Wald (Fast Times at Ridgemont High)
- 1983: Junge Schicksale (ABC Afterschool Specials, Fernsehserie, eine Folge)
- 1983: Der lange Abschied (Who Will Love My Children?, Fernsehfilm)
- 1984: Sam’s Son
- 1984–1989: Unter Brüdern (Brothers, Fernsehserie, 115 Folgen)
- 1985: Ein Engel auf Erden (Highway to Heaven, Fernsehserie, eine Folge)
- 1986: The Check Is in the Mail...
- 1986: Unser lautes Heim (Growing Pains, Fernsehserie, eine Folge)
- 1986: Golden Girls (The Golden Girls, Fernsehserie, eine Folge)
- 1988: Herzschlag des Lebens – Göttinnen in Weiß (HeartBeat, Fernsehserie, eine Folge)
- 1989–1991: Mord ist ihr Hobby (Murder, She Wrote, Fernsehserie, sieben Folgen)
- 1990: Raumschiff Enterprise: Das nächste Jahrhundert (Star Trek: The Next Generation, Fernsehserie, eine Folge)
- 1990–1991: Zwischen Couch und Kamera (Going Places, Fernsehserie, 19 Folgen)
- 1992: Brooklyn Bridge (Fernsehserie, eine Folge)
- 1992: Frau Doktor kommt (Laurie Hill, Fernsehserie, eine Folge)
- 1996: Diagnose: Mord (Diagnosis: Murder, Fernsehserie, eine Folge)
- 1996: Murder One (Fernsehserie, eine Folge)
- 1996–1997: Alles Roger (Life with Roger, Fernsehserie, 20 Folgen)
- 1998: Ein Zwilling kommt selten allein (Two of a Kind, Fernsehserie, eine Folge)
- 1999: Sabrina – Total Verhext! (Sabrina, the Teenage Witch, Fernsehserie, eine Folge)
- 2000: Das ultimative Weihnachtsgeschenk (The Ultimate Christmas Present)
- 2001–2004: Lizzie McGuire (Fernsehserie, 65 Folgen)
- 2003: Kim Possible (Fernsehserie, eine Folge)
- 2003: Popstar auf Umwegen (The Lizzie McGuire Movie)
- 2004: Malcolm mittendrin (Malcolm in the Middle, Fernsehserie, eine Folge)
- 2005: Brandy & Mr. Whiskers (Fernsehserie, eine Folge)
- 2012: The Mooring
- 2016: Lea to the Rescue